# Igreja de Nossa Senhora da Graça (Estreito de Câmara de Lobos)
A Igreja de Nossa Senhora da Graça, também conhecida como Igreja Matriz do Estreito de Câmara de Lobos, localiza-se na rua Cónego Agostinho Figueira Faria, na freguesia do Estreito de Câmara de Lobos, concelho de Câmara de Lobos, na ilha da Madeira, Portugal.

## História
Em 1509 foi criada a paróquia instalando-se na capela daquela fazenda povoada. A igreja necessitava de obras, sendo essas necessárias devido ao aumento da população e ao estado de ruína em que se encontrava a igreja de Nossa Senhora da Graça, tendo a reconstrução apenas ocorrido na segunda metade do século XVIII ficado concluída apenas em 1814, correspondendo ao atual templo. O texto em latim desta consagração, foi assinado pelo Prelado e lacrado, e encontra-se colado no Livro do Tombo das propriedades, foros, juros e pensões da Igreja de Nossa Senhora da Graça.
No século XVIII, pela década de trinta, foram gastas verbas significativas para ornamentos, entre outras coisas que iriam ser necessárias, para o processo de reedificação da actual igreja. Durante o bispado de D. Manuel Coutinho, os ornamentos para as futuras obras da igreja foram mandadas de Lisboa.
Em 1744, o vigário requereu que “se mandasse reedificar e fazer nova igreja” , apesar de onze anos antes ter recebido algumas obras. A partir de 1747 desenvolveram-se os procedimentos para a construção da nova Igreja de Nª. Srª. da Graça. A construção do actual templo de Nossa Senhora da Graça do Estreito de Câmara de Lobos deveu-se ao grande empenho do seu vigário Manuel Borges de Alemanha mas também a sua ornamentação e decoração. 

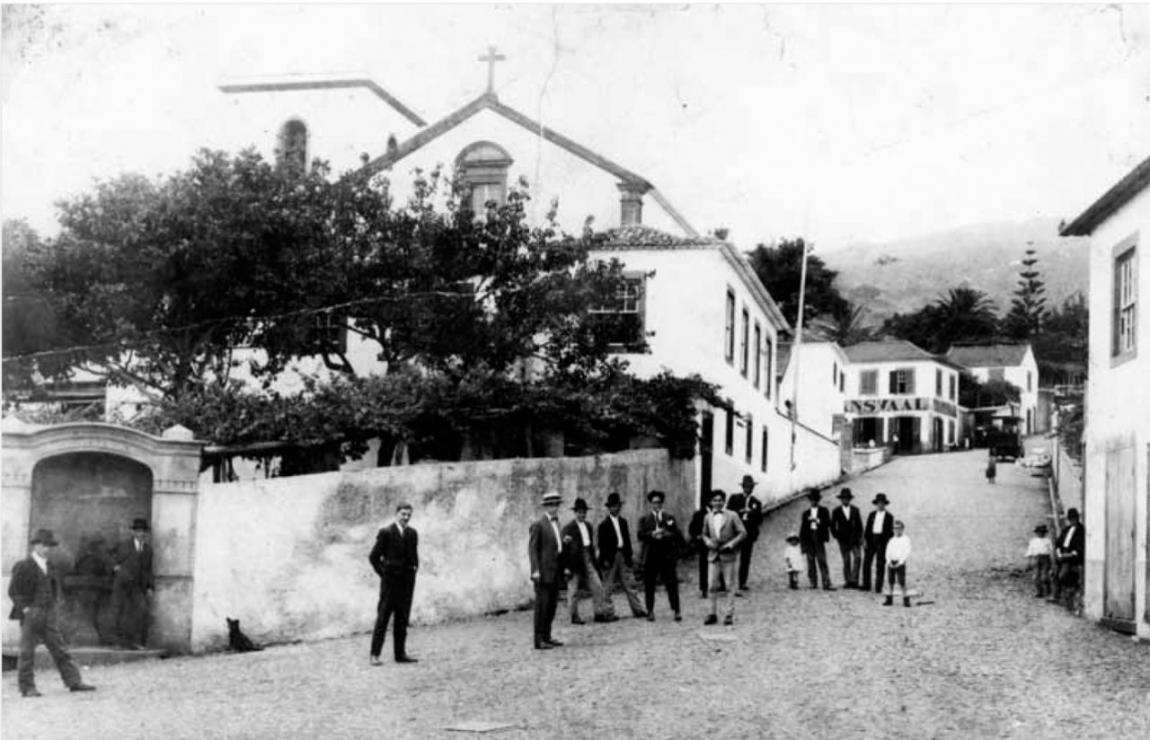
Igreja de Nossa Senhora da Graça. Largo do Patim e Rua da Igreja, no ano de 1925

Em 1937 deu-se a ampliação da torre de forma a conter um relógio. Desde então a igreja tem sido sujeita de obras de restauro e remodelação.
O orçamento final da nova Igreja de Nª. Srª. da Graça do Estreito de Câmara de Lobos, que incluía a obra de pedreiro e de carpinteiro, materiais, carretos e recuperação de materiais como madeiras e pedras da igreja velha, somava a quantia de dez contos e trezentos e oitenta e quatro réis. Este orçamento foi assinado pelo Mestre das Obras Reais, João Martins de Abreu, e o mestre pedreiro, Pedro Fernandes Pimenta.  

## Capela-Mor
A Capela-Mor situa-se na capela principal da igreja, onde se encontra o altar-mor. A capela da Igreja da Nossa Senhora da Graça do Estreito de Câmara de Lobos tem duas janelas de cantaria rija com alisares sobre os arcos e tem também duas portas: uma para a entrada da sacristia e outra para uma casa por cima da sacristia.
O retábulo da capela-mor enquadra-se no Rococó. Por vezes foi identificado como tardo-barroco, mas a “sobrecarga de esfuziantes e engenhosas formas decorativas”, onde “a decoração roça o onírico”, como a sua aproximação a ambientes intimistas e sensuais afastou-o da estética barroca.
O retábulo da capela-mor, foi executado por Julião Francisco Ferreira, é de planta planimétrica, madeira entalhada, dourada e pintada, e é composto por embasamento, um corpo, três tramos e ático. O embasamento de duplo registo enquadra no soto banco, a mesa do altar que apresenta ao centro um frontal decorado com um resplendor em forma de nuvem e raios de luz envolta por cachos de uva. Ao centro do banco encontra-se o sacrário ladeado por dois anjos de túnicas azuis, simetricamente posicionados, e assimetricamente decorados nos pormenores, como podemos constatar na pose das suas asas douradas, mãos e movimento dos drapeados da roupagem. No banco, o espaço correspondente aos tramos laterais é adornado por dois elementos decorativos em forma de moldura curvilínea. Esta moldura é baseada em motivos de folhas de acanto, trabalhadas com realismo e também em forma de concha e “C”. No interior da moldura contempla-se um pequeno ramo com flores, disposto de modo assimétrico que é tão característico do Rococó. As mísulas, que suportam as colunas, são decoradas com pequenos motivos florais, folhas de acanto e orlas de concha que enquadram um padrão quadriculado com pequenos círculos.
O corpo do retábulo apresenta dois pares de colunas com fuste liso diferenciadas no terço inferior com uma grinalda de flores com três espiras. Os tramos laterais enquadram ao centro esculturas, sendo a do lado da Epístola uma imagem de S. José, figura de homem amadurecido, de barbas e calvo, com seu bordão, e do lado do Evangelho uma Imaculada com o Menino, em que a Virgem folheia o livro e Jesus olha ternamente para sua Mãe. A colocação da Virgem e o livro nesta posição do altar-mor remete para a importância da doutrinação. As esculturas assentam num plinto com formas arredondadas, num misto de côncavas e convexas, decoradas com frisos lisos, “Cs” lisos e outros inspirados em folhagens de acanto, estrias e orlas de conchas contendo ao centro uma pequena cartela e na parte inferior uma flor-de-lis. As esculturas são cobertas por um baldaquino decorado com uma sanefa contendo na parte interna uma sobreposição de segmentos de orlas de conchas de onde suspende um ramo com folhagens e flores. Superiormente o conjunto é adornado novamente com folhagens de acanto, estrias e um conjunto de cinco plumas.
O tramo central abarca o camarim com trono de quatro andares, com talha decorativa branca e dourada, sendo possível a colocação de velas nas laterais. No primeiro andar está colocada uma escultura de Nossa Senhora da Graça e no andar do topo uma imagem de Cristo Crucificado, oferta da Confraria de São Caetano, em 1769, mandada vir de Lisboa. O entablamento restringe-se aos tramos laterais que, interrompido pelo arco da boca do camarim, apresentam decorações inspiradas em “S”, flores e folhagens de acanto. O entablamento, na cornija e arquitrave, apresenta apenas trabalho de carpintaria e o friso é decorado com pequenas cartelas envoltas com motivos de folhas de acanto e orlas de conchas.
O ático prolonga a composição tripartida do corpo, sendo delimitado por um frontão curvilíneo, que enquadra uma cartela com os símbolos da Eucaristia (cálice e hóstia), encimado por uma concha ladeada por dois anjos que seguram um grande ramo de flores dourado. Douradas são também as asas dos anjos, que estão posicionados simetricamente, em cujos corpos está enrolado um manto azul decorado com formas circulares douradas. Estes anjos, como as outras quatro figuras de vulto e alto-relevo deste altar, apresentam ainda reminiscências de estética barroca.
Os altares colaterais, idênticos entre si, são de madeira entalhada, branca, dourada e azul, apresentam planta plana e compõem-se de embasamento, corpo único, um só tramo e ático. O soto banco é constituído pela mesa do altar. No banco de cada altar há uma mísula sobre a qual assenta a coluna com o fuste liso diferenciada no terço inferior por um anel. Na parte central encontra-se um pequeno nicho com esculturas de São José e de Santo Antão, respectivamente nos altares do lado do Evangelho e do lado da Epístola, já do século XX. Os corpos dos retábulos ao centro evidenciam um nicho emoldurado por talha dourada nas laterais e uma sanefa na parte superior, sendo o do lado do Evangelho dedicado ao Sagrado Coração de Jesus e do lado da Epístola ao Sagrado Coração de Maria, com esculturas também do século passado. O entablamento contínuo apresenta talha apenas no friso e delimita o ático com frontão curvilíneo interrompido e decorado com cartelas e motivos vegetalistas em “C” e “S”. Todo o conjunto é rematado com uma moldura entalhada que resguarda pinturas – Libertação de São Pedro e Descimento da Cruz, dos altares do lado do Evangelho e da Epístola, respectivamente. Por cima do arco triunfal, ladeada por dois segmentos de frontão curvos, existe ainda uma cartela em talha dourada com uma pintura de Nossa Senhora com o Menino ladeados por dois querubins, cujos rostos, cabelos encaracolados em tons de castanho negro, maçãs rosadas, se aproximam à representação de Jesus, enquanto a Virgem segue um esquema tradicional de olhar arrebatado para o céu, vestido amagentado e manto azul, com cabeça coberta de véu branco rematado por um camafeu em forma de querubim.
Os retábulos laterais, também de planta plana, compõem-se de embasamento, corpo único, um só tramo e ático. O soto banco enquadra a mesa do altar que contém no frontal uma moldura com decorações vegetalistas, cartelas e bordas de conchas em “C”. O banco apresenta duas mísulas de estrutura idêntica à dos altares colaterais que enquadram um pequeno oratório composto por três nichos. O corpo do retábulo apresenta painel central e colunas de fuste liso delimitadas no terço inferior por um anel. Os painéis centrais representam Nossa Senhora com o Menino Jesus, santos e figuras eclesiásticas e a Apresentação de Jesus no Templo, respectivamente, no lado Evangelho e do lado da Epístola.
As paredes laterais da capela-mor estão totalmente preenchidas com telas pintadas inseridas em cartelas emolduradas com elementos decorativos dourados. As “pinturas soltas “ e “todos os quadros da capella” foram obra de João António Villavicêncio (finalizadas em 1776), mas embora a talha que envolve estas cartelas sejam ainda as do século XVIII, algumas pinturas são já dos séculos XIX e XX, testemunhando campanhas de restauro, sendo assinadas por L. Bernes, a Anunciação (1909), a Visitação (não se sabe a data exata), a Ceia em Casa de Emaús (1910), um jarrão com flores (1909), o tecto (1910) e Eucaristia (1910).
A Eucaristia estrutura-se em dois planos. No inferior encontram-se três figuras, um padre celebrante de mãos elevadas para o céu, ricamente vestido com uma casula brocada com padrão de cornucópia, um diácono e uma figura masculina, ajoelhada e de mãos postas em oração, por detrás da figura central que irá celebrar a missa. Esta personagem, pela sua posição recôndita na composição, poderá representar um doador. Na parte superior da composição está representada a Virgem com o Menino, de composição comum, envoltos numa moldura de madeira com formas irregulares. Entre a Virgem e o Menino encontra-se a representação do Olho da Providência.
No lado do Evangelho, na faixa superior, encontra-se uma pequena pintura inserida numa cartela, intercalada com outra pintura de pequenas dimensões, que remate para a Apresentação da Virgem no Templo de dimensões iguais à Anunciação.
A Apresentação da Virgem no Templo representa a cena narrada nos textos dos Evangelhos Apócrifos e apresenta o sacerdote Zacarias, homem de idade avançada, barbas brancas, trajando indumentária rica que se destaca das outras personagens pelos padrões e riqueza dos tecidos, que no cimo da escada lança os braços para receber Maria, representada ainda criança, já aureolada, mas de idade superior a três anos, subindo sozinha os degraus, simbolizando a sua entrega a Deus. O pintor, ignorou a história e simbolismo, optando por representar apenas dez degraus em vez dos quinze que corresponderiam aos cânticos entoados pelo povo de Israel quando se deslocava a Jerusalém em peregrinação. Santa Ana e São Joaquim encontram-se de pé, juntos aos primeiros degraus da escada, estando a mãe da Virgem de braços abertos e mãos indicando o caminho a tomar: subir os degraus do altar do holocausto. No lado oposto, um grupo composto por duas mulheres, sentadas nos degraus, equilibra a composição, tendo uma delas uma criança ao colo. No lado direito do sacerdote, e compondo o fundo da pintura, observamos um edifício de tipologia oriental, o santuário, enquanto a cena principal - a Apresentação - decorre num espaço arquitectural clássico identificado pela presença de uma porção de coluna e parte de uma fachada com frontão.
Do lado da Epístola, faixa superior, observa-se um interessante programa iconográfico em pinturas de pequenas dimensões, envolvidas por cartelas, como acontece com o programa do lado do Evangelho. A representação da Virgem com o Menino sobre uma árvore, legendada, que integra uma predela vertical com mais duas pinturas, seguindo o esquema do conjunto oposto no lado do Evangelho. Segue-se a Adoração dos Pastores intercalada com pinturas de pequenos formatos terminando este conjunto com a representação da Senhora com uma Fénix ou Pelicano.
A Adoração dos Pastores, foi tema comum da pintura religiosa pós-trento, embora remonte ao século XV o início da sua representação. A tela, integrada no conjunto das pinturas da capela-mor da Igreja de Nª. Srª. da Graça do Estreito de Câmara de Lobos, representa uma cena comum desta temática com a Virgem abrindo o pano revelando o Menino, o berço de madeira coberto de palha, os pastores trajando humildemente como camponeses, S. José apoiado no bordão, todos ajoelhados. Ressalve-se um cordeiro, vivo, aos pés do berço, aludindo e prefigurando o sacrifício. A cena passa-se dentro de uma cabana humilde, de madeira, onde se observam os travejamentos cobertos de palha, e cuja identificação do espaço geográfico da terra que viu nascer Jesus é dada pela abertura de duas portas de arco de volta perfeita que permite ver uma casa cúbica com um leve apontamento de paisagem. Jesus, Maria e S. José estão nimbados. A pintura caracteriza-se uma certa preocupação naturalista das personagens dos pastores e de S. José, enquanto a Virgem é uma figura mais comum.